# Ljubko Dereš
Lubomyr Myroslavovyč Dereš, più noto come Ljubko Dereš (Pustomyty, 3 luglio 1984), è uno scrittore ucraino.

## Biografia
Si diploma al Liceo Scientifico. Dopo la scuola superiore si iscrive all'università, intraprendendo i corsi della facoltà d'economia all'Università Nazionale a Leopoli («Contabilità e revisione»). Nel 2002, a soli diciotto anni, si vede pubblicare il suo primo romanzo, intitolato Il Culto nella rivista Il Giovedì e successivamente i romanzi «L'adorazione della lucertola» (2002), «Arhe» (2005), «L'intenzione!» (2006), «Un po' di oscurità» (2007). Le sue opere sono state tradotte in altre lingue europee, tra le quali: il tedesco, il polacco, l'italiano e il serbo. Il romanzo Il Culto fu presentato nel 2005 nella Fiera del libro a Lipsia. Nel 2009 il romanzo fu pubblicato anche in francese.
I protagonisti dei suoi romanzi sono dei ragazzi adolescenti con delle storie interessanti della sua vita. L'intenzione dell'autore è di descrivere la vita dei personaggi in modo più realistico, ecco perché usa spesso nelle sue opere slang e parole volgari. Alcuni passaggi delle sue storie contengono elementi mistici ed esperienze di ragazzi sotto l'effetto di allucinogeni.
Dal 2008 fa il conduttore nel programma televisivo Scaffale dei libri sul canale КRТ.
Il romanzo La testa del Jacopo è stato pubblicato nel febbraio del 2012.

## Opere
- 2001 — Il Culto (Культ)
- 2002 — L'adorazione della lucertola (Поклоніння ящірці)
- 2005 — Arhe (Архе)
- 2006 — L'intenzione! (Намір!)
- 2007 — Un po' di oscurità (Трохи пітьми)
- 2009 — Motore d'amore a tre cilindri (Трициліндровий двигун любові Андрухович Ю., Дереш Л., Жадан С.)
- 2011 — Come diventare un dio e non scoppiare a piangere? (Як стати богом і не заплакати?)

## Opere per bambini
- «Gli strani giorni di Gania Grak » (К.: Grani-Т, 2007, seria «Contemporanea narrativa per i bambini»)
- «Lubko Deresh di Mykola Gogol', Mark Twain, Nicola Tesla, Albert Einstein, Steven King» (К.: Grani-Т, 2007, serie «La vita dei bambini famosi»)

## Traduzioni in altre lingue

### «Cult»
- "Kult". Suhrkamp, Frankfurt am Main 2005. ISBN 3-518-12449-8
- "Kult". Fazi Lain, Roma 2007, ISBN 978-88-7625-032-3

### «Arhe»
"Arche. Monolog, który wciąż jeszcze trwa". Prószyński, Warszawa 2005, ISBN 83-7469-173-5

### «Adorazione della lucertola»
"Die Anbetung der Eidechse oder wie man Engel vernichtet". Suhrkamp, Frankfurt am Main 2006. ISBN 978-3-518-12480-2

### «Intenzione!»
"Intent! Oder die Spiegel des Todes". Suhrkamp, Frankfurt am Main 2008. ISBN 978-3-518-12536-6